# Keops
Jufu (ḫwfw en egipcio antiguo), Jéops (Χέοψ Kheops en griego), más conocido como Keops, fue el segundo faraón de la cuarta dinastía, perteneciente al Imperio Antiguo de Egipto. Reinó desde el año 2584 a. C. al año 2558 a. C.
En la Lista Real de Abidos y la Lista Real de Saqqara se le denomina Jufu. Fue llamado Jeops (Χέοψ) por Heródoto, y Sufis (Σοῦφις) por Manetón, Sexto Julio Africano, Eusebio de Cesarea y Jorge Sincelo. Se han encontrado cartuchos dibujados en la Gran Pirámide de Guiza con su nombre Jufu y el que pudiera ser su epíteto: Jnum-Jufu, «el dios Jnum me protege».
El Canon Real de Turín le asigna 23 años de reinado, aunque su nombre es ilegible. Heródoto comentó que gobernó 50 años y para Manetón, Sufis reinó 63 años, según el epítome de Julio Africano y la versión de Jorge Sincelo. Ambas cifras son claramente exageraciones o malas interpretaciones de textos antiguos. Últimos hallazgos, como el Diario de Merer, el libro de registros de un inspector de obras en las canteras de Tura durante la finalización de la gran pirámide, indicando el año 27 de reinado, permite suponer una duración en torno a los 30 años.

## Biografía

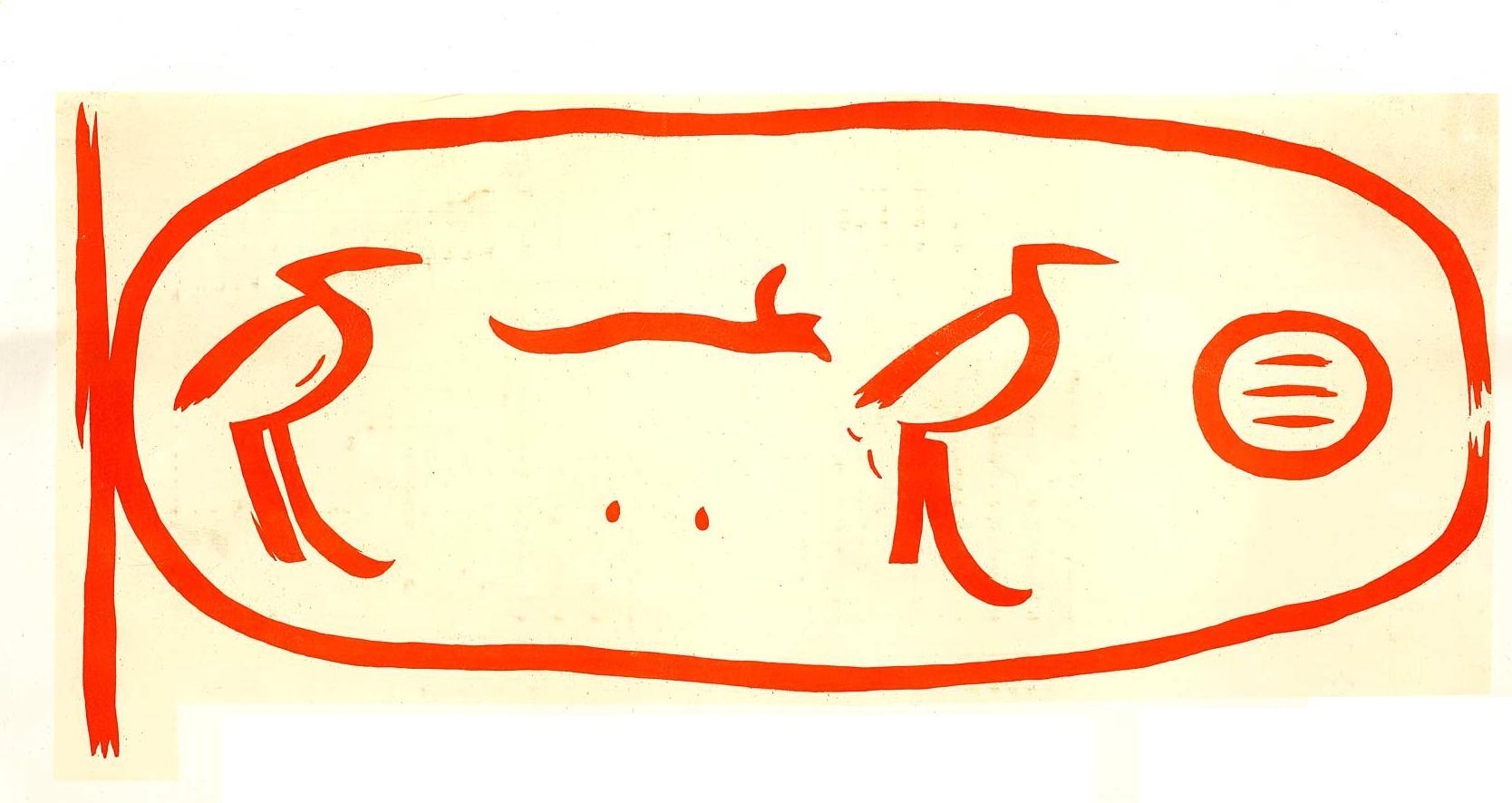
Reproducción del cartucho con el nombre de Jufu (Keops) hallado en el interior de la Gran Pirámide. Autor: Karl Richard Lepsius.

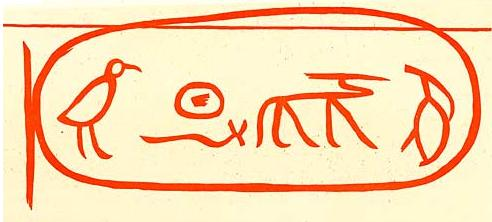
Reproducción del cartucho con el nombre de Jnum-Jufu (Keops) pintado en una de las «cámaras de descarga» de la Gran Pirámide. Autor: Karl Richard Lepsius.

Posiblemente fue hijo del faraón Seneferu y de la reina Hetepheres I. Se casó con Meritites I y Henutsen, ambas enterradas en pequeñas pirámides junto a la Gran Pirámide de Guiza. Parece que el hijo mayor de Keops, Kauab, no vivió para sucederle y tras la muerte del faraón la familia se dividió en tres linajes, del tercero de los cuales surgió Jafra (Kefrén en griego). Le sucedieron cuatro de sus hijos: Dyedefra, Jafra (Kefrén), Dyedefhor y Baefra, que reinaron uno tras otro a la muerte de su padre.
Parece constatarse que durante el reinado de Jufu la monarquía alcanzó su mayor poder, como puede apreciarse por las disposiciones adoptadas durante su reinado, tendentes a la concentración total del poder en torno al faraón. Entre dichas disposiciones destacó el reforzamiento del cargo de chaty, nombrado personalmente por el propio faraón, asegurándose así el control casi absoluto sobre todos los estamentos del primer gran estado absolutista y centralizado conocido.
Keops recibió culto en su templo funerario durante siglos hasta que la mayoría fueron abandonados durante la crisis del Primer periodo intermedio. El culto a varios de ellos, incluyendo Keops, resurgió en el Imperio Medio. En el Imperio Nuevo estos cultos locales y la misma necrópolis de Guiza se reactivaron. El rey Amenhotep II levantó un templo conmemorativo de sus antepasados y una estela cerca de la Gran Esfinge. Su hijo y sucesor, Tutmosis IV, liberó la figura de la arena que la semienterraba, volvió a repintarla y colocó entre sus patas delanteras la Estela del Sueño. A finales de la XVIII dinastía se erigió un templo de Isis en la pirámide satélite G-Ic (la de la reina Henutsen) en la necrópolis de Khufu. Durante la XXI dinastía el templo fue ampliado, realizándose más ampliaciones en la XXVI dinastía. Allí oficiaban "sacerdotes de Isis" y "sacerdotes de Khufu". En la Baja Época se vendieron allí gran cantidad de escarabeos con el nombre de Keops a los visitantes. Sin embargo, los egiptólogos modernos creen que para entonces Khufu ya no era adorado personalmente como antepasado real, sino que era visto como una figura simbólica de la historia del templo de Isis, que daba buena suerte a través de sus amuletos.

### La primera revolución documentada
Dado que todos los faraones del Imperio Antiguo seguían siempre la misma política, la creciente construcción de pirámides y templos funerarios terminó por agotar los recursos del estado, debilitando a la monarquía y finalmente, tras el reinado de Pepy II, precipitando al país en la anarquía, quedando documentada la primera revolución social de la historia.

## La Gran Pirámide

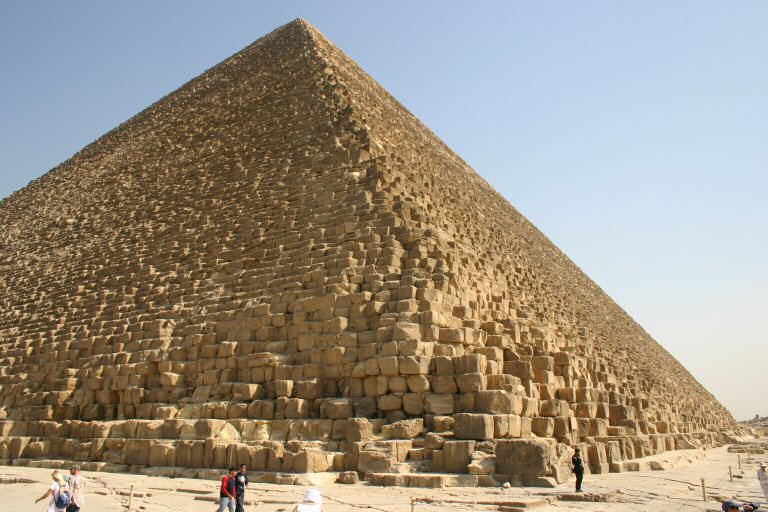
La Gran Pirámide de Guiza.

Según Heródoto: «Keops mandó construir la Gran Pirámide de Guiza», llegando a la cumbre de la inverosimilitud cuando dice que «llegando incluso a prostituir a su propia hija, para así obtener fondos con los que construir su pirámide... en su época todos los templos estaban cerrados al culto y Egipto se encontraba en la mayor indigencia, siendo detestado por los egipcios». Manetón comentó: «Sufis se ensoberbeció contra los dioses aunque, después, compuso el Libro Sagrado, que los egipcios tienen en gran estima». Las historias negativas de los autores de época griega y romana no tienen la menor credibilidad y se basan en la propia mentalidad de los autores. Las tumbas colosales como las pirámides de Guiza debían horrorizar a los griegos, que solo podían verlas como un acto de soberbia y tiranía. En la época, tanto los griegos, como los mismos sacerdotes egipcios las verían como obra de un megalómano. Probablemente los autores griegos también recogieron leyendas negativas trasmitidas entre la gente común.
Se data la finalización de la Gran Pirámide hacia el año 2570 a. C. Su nombre era El Horizonte de Khufu. Si Keops ordenó erigir la Gran Pirámide, no lo hizo con esclavos, como se había pensado durante mucho tiempo, sino con trabajadores altamente cualificados, mandados por capataces de considerables conocimientos en geometría, estereotomía (arte de cortar la piedra), astronomía, etc. Y fue un acto de fe, un poco como los constructores de catedrales medievales. Entre otros pueblos, los soberanos eran los representantes de los dioses, pero en Egipto eran creídos dioses mismos, encarnación de Horus y, difunto, de Osiris, hijos y sucesores de las deidades que habían reinado sobre Egipto al principio de los tiempos. Los antiguos egipcios no veían las crecidas anuales del Nilo como un fenómeno natural, sino un fenómeno misterioso regido por los dioses. Por tanto, ayudar al rey a alcanzar su lugar con las otras divinidades, repercutiría favorablemente en esa única fuente de vida y prosperidad. Los pacíficos y prósperos reinados de Keops y Kefrén les permitieron levantar unos monumentos nunca superados por sus sucesores.
Por ello es probable que no haya sido la construcción de la pirámide la causa del descrédito del reinado de Khufu, sino las supuestas medidas administrativas y religiosas adoptadas por este rey, y se creía que llegó a perseguir el culto a Ra, cuando en realidad lo favoreció como todos los soberanos de la época, y muestra incluso el mismo nombre de su pirámide, lo que influyó muy negativamente en la tradición egipcia posterior, empeorando con el paso de los siglos la imagen de Khufu.

## Testimonios de su época

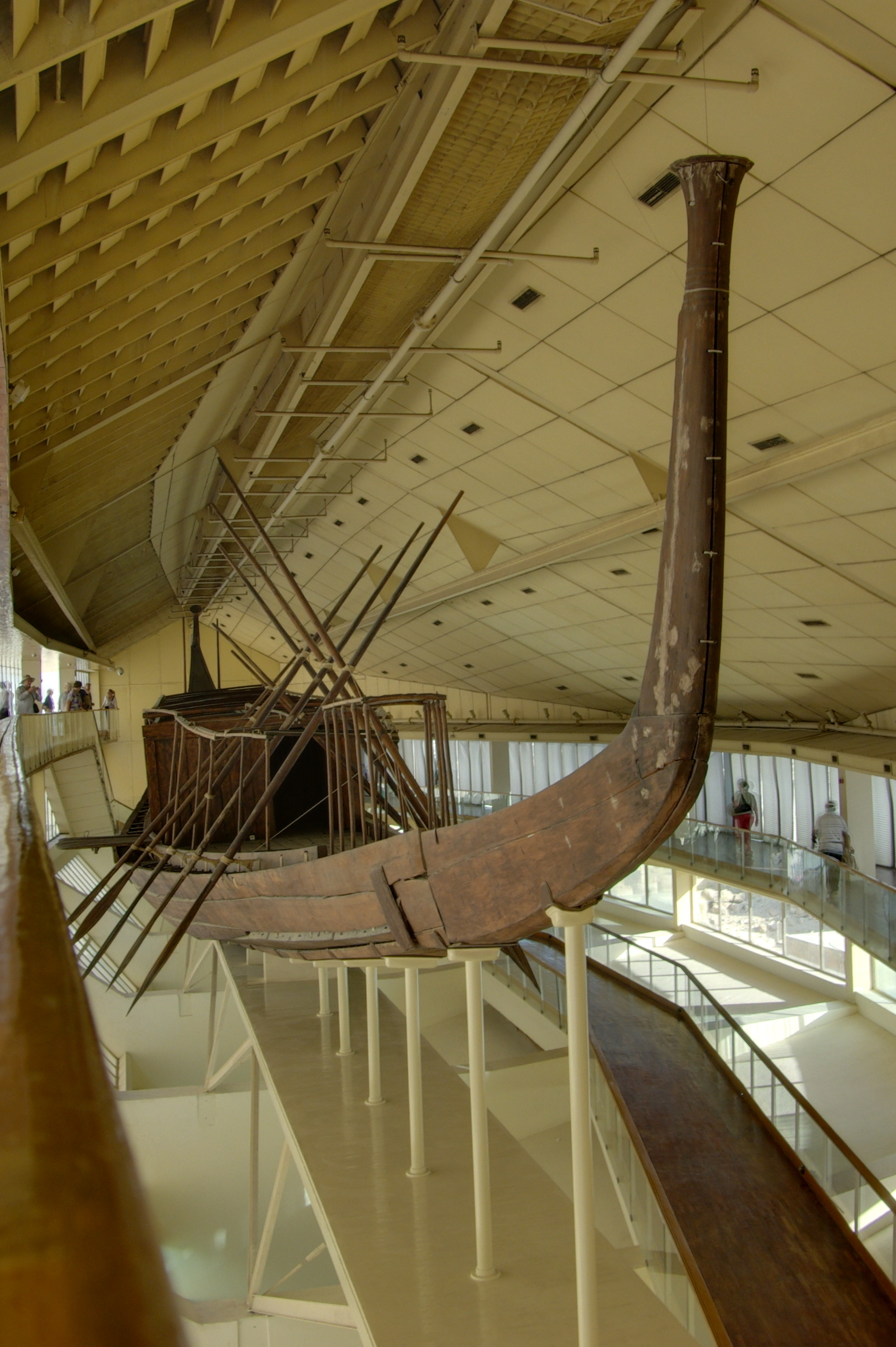
Barca funeraria de Keops hallada en un foso junto a la Gran Pirámide de Guiza.

Heródoto le adjudica la construcción de la Gran Pirámide, la calzada procesional, y las cámaras subterráneas, para que le sirvieran de sepultura, en la meseta de Guiza. También se sabe que erigió los templos funerarios, las pirámides de las reinas, y las barcas funerarias encontradas a mediados del siglo XX enterradas en grandes fosos situados junto a su pirámide.
La única representación que perdura de Keops fue encontrada por Flinders Petrie cerca del templo de Jentiumentiu, en Abidos, la ciudad sagrada de Osiris. La pequeña estatua de marfil tiene unos siete centímetros de altura y se conserva en el Museo Egipcio de El Cairo.
- Impresiones de sello, en Guiza (Kromer)
- Inscripción en Uadi Maghara, Sinaí (Sethe; Gardiner/Peet/Cerný)
- Fragmento de recipiente de calcita, en Coptos UC11760 (Museo Petrie)
- Sello n.º 11099 (Petrie) (Museo Petrie)
- Muchos bloques con relieves, de los templos de culto del rey fueron reutilizados en las pirámides de la dinastía XII

### La tumba de Keops
No se ha encontrado la momia del faraón y el texto de Heródoto indica que ordenó la construcción de cámaras subterráneas, en la meseta de Guiza, para que le sirvieran de sepultura. 

Diez fueron, como digo, los años que se emplearon en la construcción de esa calzada (procesional) y de las cámaras subterráneas de la colina sobre la que se alzan las pirámides, cámaras que, para que le sirvieran de sepultura, Keops se hizo construir —conduciendo hasta allí un canal con agua procedente del Nilo— en una isla. Por su parte, en la construcción de la pirámide propiamente dicha se emplearon veinte años.
 Heródoto, Historia, Libro II, 124,4,5 

## Titulatura
| Titulatura | Jeroglífico | Transliteración (transcripción) - traducción - (referencias) |

| G5 |

| G5 |

| Aa23 |

| Aa23 |

| Aa23 |

| Aa23 |

| G5 |

| G5 |

| Aa23 |

| Aa23 |

| Aa23 |

| Aa23 |

| G5 |

| G5 |

| Aa24 |

| Aa24 |

| Aa24 |

| Aa24 |

| G5 |

| G5 |

| Aa24 |

| Aa24 |

| Aa24 |

| Aa24 |

| G5 |

| G5 |

| Aa24 | w |

| Aa24 | w |

| Aa24 | w |

| Aa24 | w |

| G5 |

| G5 |

| Aa24 | w |

| Aa24 | w |

| Aa24 | w |

| Aa24 | w |

| G16 |

| G16 |

| Aa24 · r |

| Aa24 · r |

| G16 |

| G16 |

| Aa24 · r |

| Aa24 · r |

| G8 |

| G8 |

| \| \| | G5 · G5 · S12 |
|       |               |

|  |

| \| \| | G5 · G5 · S12 |
|       |               |

|  |

| G8 |

| G8 |

| \| \| | G5 · G5 · S12 |
|       |               |

|  |

| \| \| | G5 · G5 · S12 |
|       |               |

|  |

| Aa1 · f | w |

| Aa1 · f | w |

| Aa1 · f | w |

| Aa1 · f | w |

| Aa1 · f | w |

| Aa1 · f | w |

| Aa1 · f | w |

| Aa1 · f | w |

| Aa1 · f | w |

| Aa1 · f | w |

| Aa1 · f | w |

| Aa1 · f | w |

| Aa1 · f | w |

| Aa1 · f | w |

| Aa1 · f | w |

| Aa1 · f | w |

| Aa1 · f | w | f |

| Aa1 · f | w | f |

| Aa1 · f | w | f |

| Aa1 · f | w | f |

| Aa1 · f | w | f |

| Aa1 · f | w | f |

| Aa1 · f | w | f |

| Aa1 · f | w | f |

| Aa1 · f | w | f |

| Aa1 · f | w | f |

| Aa1 · f | w | f |

| Aa1 · f | w | f |

| Aa1 · f | w | f |

| Aa1 · f | w | f |

| Aa1 · f | w | f |

| Aa1 · f | w | f |

| Aa1 | w | f | w |

| Aa1 | w | f | w |

| Aa1 | w | f | w |

| Aa1 | w | f | w |

| Aa1 | w | f | w |

| Aa1 | w | f | w |

| Aa1 | w | f | w |

| Aa1 | w | f | w |

| Aa1 | w | f | w |

| Aa1 | w | f | w |

| Aa1 | w | f | w |

| Aa1 | w | f | w |

| Aa1 | w | f | w |

| Aa1 | w | f | w |

| Aa1 | w | f | w |

| Aa1 | w | f | w |

| W9 | E10 | Aa1 · f | w |

| W9 | E10 | Aa1 · f | w |

| W9 | E10 | Aa1 · f | w |

| W9 | E10 | Aa1 · f | w |

| W9 | E10 | Aa1 · f | w |

| W9 | E10 | Aa1 · f | w |

| W9 | E10 | Aa1 · f | w |

| W9 | E10 | Aa1 · f | w |

| W9 | E10 | Aa1 · f | w |

| W9 | E10 | Aa1 · f | w |

| W9 | E10 | Aa1 · f | w |

| W9 | E10 | Aa1 · f | w |

| W9 | E10 | Aa1 · f | w |

| W9 | E10 | Aa1 · f | w |

| W9 | E10 | Aa1 · f | w |

| W9 | E10 | Aa1 · f | w |

Todas las variantes de nombres de Keops